# Люршау
Люршау (нім. Lürschau) — громада в Німеччині, розташована в землі Шлезвіг-Гольштейн. Входить до складу району Шлезвіг-Фленсбург. Складова частина об'єднання громад Аренсгарде.
Площа — 16,51 км2. Населення становить 1095 ос. (станом на 31 грудня 2020).